# Hugglescote and Donington le Heath
Hugglescote and Donington le Heath är en civil parish i North West Leicestershire i Leicestershire i England. Parish har 4 446 invånare (2011).  Den består av byarna Hugglescote och Donington le Heath strax söder om staden Coalville.